# Erodium cedrorum
Erodium cedrorum là một loài thực vật có hoa trong họ Mỏ hạc. Loài này được Schott mô tả khoa học đầu tiên năm 1854.